# Pieter Madere

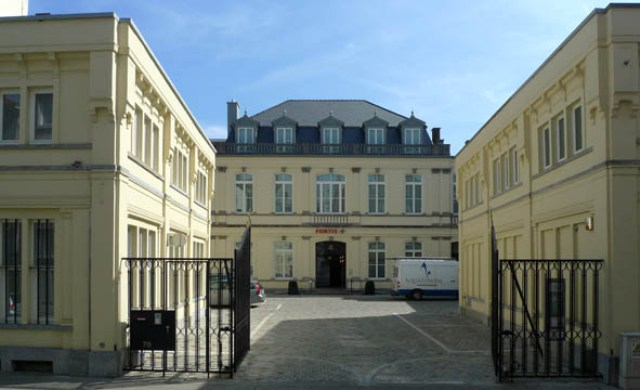
De Gouden Poort, ooit eigendom van Pieter Madere

Pieter Madere (Brugge, 7 oktober 1694 - 31 augustus 1780) was in Brugge meester-timmerman, architect en beeldhouwer.

## Levensloop
Pieter was een zoon van Joannes Madere en Anne-Marie Maertens. Hij trouwde in 1717 met Joanna Cyfflé (1695-1783), dochter van Louis Cyfflé (1660/65-1741) en Anna Heldewijs (1673-1744). Joanna was de zus van zilversmid Paul-François Cyfflé (1698-1750) en de tante van Paul-Louis Cyfflé. Het gezin Madere-Cyfflé telde elf kinderen, acht zoons en drie dochters: Jan (°1719), Petrus (°1720), Melchior (°1722), Maria-Josepha (°1724), Alexander (°1725), Jacoba (°1727), Albert (°1729), Jacobus (°1731), Eduard (°1733), Ludovicus (°1735) en Josepha (°1737).
Hij woonde met zijn gezin in de Noordzandstraat en vanaf 1733 in de Moerstraat. Hij bezat talrijke eigendommen. Na het overlijden van zijn weduwe, vermeldt de staat van goed circa vijftig eigendommen in Brugge. Daarnaast had het echtpaar eigendommen in Aartrijke, Oostkamp, Ruddervoorde, Waardamme en Zedelgem, hoofdzakelijk bossen van waaruit hij het hout betrok dat hij voor zijn schrijnwerk nodig had.
Madere en zijn zoons waren vooral actief in het bestuur van het ambacht van de timmerlieden. Pieter Madere was 16 toen hij in 1710 werd ingeschreven in dit ambacht. Tussen 1731 en 1741 was hij tienmaal lid van de eed, als vinder, gouverneur of deken. Vijf zoons volgden hem op in het ambacht, Jan, Pieter, Melchior, Alexander en Albert. Vanaf 1744 volgden Jan, Alexander en Pieter hun vader op als bestuursleden van het ambacht. Melchior Madere werd anderzijds bestuurslid in het ambacht van de metselaars.
In 1730 schreef Pieter Madere zich in als lid van de gilde van makelaars, opnieuw samen met vijf van zijn zoons, Jan, Pieter, Melchior, Alexander en Albert, resp. 11, 10, 8, 5 en 1 jaar oud.
In 1755 schreef hij zich, met een paar van zijn zoons in als confrater van de Brugse kunstacademie.
Madere had zijn werkterrein voornamelijk in Brugge, maar werkte ook daarbuiten, in opdracht bv. van de magistraat van het Brugse Vrije of in de kerk van Westkerke, waar zijn broer Jan-Frans Madere (1691-1767) pastoor was. 
Toen hij stierf was Pieter 86 en was hij al vijftien keer overgrootvader geworden. Hij overleed na 63 jaar huwelijk. Hij werd begraven in de Sint-Salvatorskerk in een familiegraf. Zijn vrouw overleefde hem nog drie jaar. Een halve eeuw later was de naam Madere volledig uit Brugge verdwenen.

## Werken
Hoewel hij zonder twijfel talrijke werken uitvoerde, zowel in Brugge als in het Brugse Vrije, zijn er niet zoveel bij naam gekend. Madere werkte, als timmerman en schrijnwerker vaak in onderaanneming voor de meester-metselaars die als hoofdontwerpers van bouwwerken vermeld werden.
- In 1746 kocht Madere van Pieter de l'Espée de hostellerie De Gouden Poort in de Vlamingstraat, dat hij omvormde tot herenhuis en verhuurde aan de schepen van het Brugse Vrije Jacques van Zuylen van Nyevelt. In 1785 verkochten de kinderen Madere het huis aan de burgemeester van het Brugse Vrije Albert Coppieters (1741-1832)
- Hij kocht vaak huizen in bouwvallige of verwaarloosde toestand, die hij opknapte en hetzij weer verkocht, hetzij in eigendom behield en verhuurde.